# Sigurjón's Friends
Sigurjón's Friends fue una banda islandesa formada para representar a su país en el Festival de la Canción de Eurovisión 2011. El grupo se unió después de que Sigurjón Brink, candidato de ese año en la selección islandesa para el festival, falleciese repentinamente. Sus amigos tomaron su canción, ganaron la selección y representaron a Islandia en Düsseldorf.

## Historia
La banda se formó a comienzos de 2011 cuando el cantante islandés Sigurjón Brink murió a los 36 años, días antes de participar en la final islandesa para Eurovisión, el Söngvakeppnin, con su canción "Aftur heim". Fue entonces cuando algunos de sus amigos (Gunnar Ólason, Vignir Snær Vigfússon, Pálmi Sigurhjartarson, Matthías Matthíasson, Hreimur Örn Heimisson y Benedikt Brynleifsson) decidieron formar una banda para interpretar su canción y así homenajear a su amigo fallecido. El 12 de febrero se proclamaron ganadores del festival de la televisión islandesa, por lo que fueron elegidos los representantes de este país en el Festival de la Canción de Eurovisión 2011. La victoria de los Sigurjón's Friends, hizo pensar a muchos que fue causada por la historia que envolvía a la formación del grupo, cosa que molestó a la viuda de Sigurjón Brink.
El miembro Gunnar Ólason, ya había representado a Islandia en el Festival de la Canción de Eurovisión 2001 como miembro del dúo Two Tricky.

### Festival de Eurovisión 2011
En el festival interpretaron la versión en inglés del tema, "Coming home", que llegó al número 2 en la lista de éxitos islandesa. El videoclip fue grabado con varios amigos y familiares de Sigurjón. La banda consiguió clasificarse para la final en el Festival de Eurovisión, al quedar cuartos en las semifinales. En la final, que tuvo lugar el 14 de mayo en el Merkur Spiel-Arena de Düsseldorf (Alemania), acabaron en 20.ª posición. Cumplida su misión, la banda cesó su actividad musical tras el concurso.